# Позволь мне снова помечтать
«Позволь мне снова помечтать» — британский короткометражный немой драматический фильм 1900 года, режиссером которого является Джордж Альберт Смит. В фильме мужчина видит во сне привлекательную молодую женщину, а затем просыпается рядом со своей женой. В нем снимается настоящая жена Смита, Лора Бейли, как женщина его фантазий. Позже Бейли появится в фильме Смита 1906 года "Злоключения Мэри Джейн". Фильм, по словам Майкла Брука из BFI Screenonline, "является прекрасным примером раннего двухсерийного фильма и особенно интересен тем, как он пытается просто раствориться, позволяя первому кадру выскользнуть из фокуса, прежде чем перейти ко второму кадру, который начинается вне фокуса и постепенно обостряется". Это, по-видимому, первое использование перехода растворения для обозначения движения от состояния сновидения к состоянию реальности.
Дальнейший интерес представляет фотокомпозиция мужа и жены в постели. Кровать расположена у стены перед камерой, которая закреплена на полу, создавая видимость двух людей, лежащих в постели, когда на самом деле они стоят. Фильм был снят в собственной студии Смита, бывшей насосной станции в Сент-Энн-Уэлл-Гарденс в Хоуве. Фильм был переснят Фердинандом Зеккой для фильма "Путь как мечта и реальность" (1901).

## В ролях
- Том Грин (актёр)
- Лора Бейли
- Лаура Бейли

## Локации
Фильм снимался в Брайтон-энд-Хоув.